# Robin Just
Robin Just (* 13. November 1987 in Bratislava, Tschechoslowakei) ist ein deutsch-slowakischer Eishockeyspieler, der auf der Position des Stürmers spielt. Seit 2023 steht er bei den Heilbronner Falken  in der Eishockey-Oberliga unter Vertrag.

## Karriere
Robin Just begann seine Laufbahn 2003 beim HK Ružinov 99 Bratislava, für dessen U18- und U20-Junioren er vier Jahre lang  in der slowakischen Junioren-Extraliga aufs Eis ging. Parallel dazu absolvierte er ab 2004 auch Spiele für den HC Dukla Senica und HC Slovan Bratislava im Nachwuchsbereich, wobei er ab 2005 die meisten Einsätze beim HC Slovan Bratislava hatte. Zwischen 2005 und 2007 absolvierte er insgesamt 15 Spiele für die Herrenmannschaft von Slovan in der slowakischen Extraliga, wobei er ein Tor erzielte.
Von 2007 bis 2011 schnürte er für die Schwenninger Wild Wings in der 2. Bundesliga die Schlittschuhe. Nach vier Jahren bei den Schwarzwäldern wechselte er zu den Hannover Indians und ein Jahr darauf zum SC Bietigheim-Bissingen. Mit den Steelers, der Profimannschaft des SC Bietigheim-Bissingen, gewann er in den folgenden Jahren mehrere Titel, ehe er zur Saison 2017/18 vom EV Ravensburg verpflichtet wurde. Mit den Ravensburg Towerstras gewann er 2019 erneut die Meisterschaft in der DEL2, ehe er im Februar 2021 zu den Bietigheim Steelers zurückkehrte. Mit diesen gewann er am Ende der Saison 2020/21 den DEL2-Meistertitel und stieg so sportlich in die Deutsche Eishockey Liga auf.

## Erfolge und Auszeichnungen
- 2007 Slowakischer Meister mit dem HC Slovan Bratislava
- 2013 DEB-Pokal-Sieger mit dem SC Bietigheim-Bissingen
- 2013 Meister der 2. Bundesliga mit dem SC Bietigheim-Bissingen
- 2015 Meister der DEL2 mit dem SC Bietigheim-Bissingen
- 2019 Meister der DEL2 mit den Ravensburg Towerstars
- 2021 Meister der DEL2 und Aufstieg in die DEL mit dem SC Bietigheim-Bissingen

## Familie
Robin Just ist der Sohn von Peter Just, der in den 1980er Jahren unter anderem für den ECD Iserlohn und Mannheimer ERC in der Bundesliga spielte.